# Oecomys roberti
Espèce
Statut de conservation UICN

 LC  : Préoccupation mineure
Oecomys roberti est une espèce sud-américaine de rongeurs de la famille des Cricetidae.

## Description
Les parties supérieures sont chamois à fauve mêlées de brun foncé tandis que les parties inférieures sont blanches et nettement définies sur les côtés. La poitrine peut avoir une couleur chamois. La variation entre les individus du Cerrado et les spécimens amazoniens peut être due à des différences dans la couverture végétale ou par distances géographiques entre le centre du Brésil et le nord du Venezuela et la Colombie.

## Répartition
Oecomys roberti est présent dans le nord de la Bolivie, le Brésil, la Guyane, le Suriname, le Guyana, l'est du Pérou et le sud du Venezuela. 
Son habitat naturel est le biome amazonien.